# Плешешть (Сучава)
Плешешть, Плешешті (рум. Pleșești) — село у повіті Сучава в Румунії. Адміністративний центр комуни Вултурешть.
Село розташоване на відстані 343 км на північ від Бухареста, 17 км на південний схід від Сучави, 99 км на північний захід від Ясс.

## Населення
За даними перепису населення 2002 року у селі проживали 664 особи, усі — румуни. Усі жителі села рідною мовою назвали румунську.